# Мумбанья, Фарис
Фари́с Пеми́ Мумбанья́ (фр. Faris Pemi Moumbagna; род. 1 июля 2000, Яунде, Камерун) — камерунский футболист, нападающий клуба «Олимпик Марсель» и сборной Камеруна.

## Карьера

### «Бетлехем Стил»
В июле 2018 года перешёл в «Бетлехем Стил». Дебютировал в Чемпионшипе ЮСЛ против дубля «Нью-Йорк Ред Буллз». 

### «Кристиансунн»
В мае 2020 года перешёл в «Кристиансунн». Дебютировал в Элитесерьен в матче с «Олесунном». 

### «Сённерйюск»
В августе 2021 года отправился в аренду в «Сённерйюск». В Суперлиге Дании дебютировал 27 сентября 2021 года в матче с «Орхусом». В Кубке Дании сыграл в матче с «1913-Оденсе», отличившись забитым мячом. 

### «Будё-Глимт»
В январе 2023 года подписал контракт, сроком на четыре года, с «Будё-Глимт». 

## Достижения
«Будё-Глимт»
- Чемпион Норвегии: 2023